# Rhodeus
Rhodeus es un género de peces de la familia Cyprinidae y de la orden de los Cypriniformes. Son aquellos peces omnívoros comen invertebrados y plantas.

## Especies
- Rhodeus amarus (Bloch, 1782)
- Rhodeus amurensis (Vronsky, 1967)
- Rhodeus atremius (D. S. Jordan & W. F. Thompson, 1914)
- Rhodeus colchicus Bogutskaya & Komlev, 2001
- Rhodeus chosenicus Jordan & Metz, 1913
- Rhodeus elongatus Singh, 1994
- Rhodeus fangi (C. P. Miao, 1934)
- Rhodeus haradai R. Arai, N. Suzuki & S. C. Shen, 1990
- Rhodeus laoensis Kottelat, A. Doi & Musikasinthorn, 1998
- Rhodeus lighti (H. W. Wu, 1931)
- Rhodeus meridionalis S. L. Karaman, 1924
- Rhodeus monguonensis (G. L. Li, 1989)
- Rhodeus ocellatus (Kner, 1866)
  - Rhodeus ocellatus kurumeus D. S. Jordan & W. F. Thompson, 1914
  - Rhodeus ocellatus ocellatus (Kner, 1866)
- Rhodeus pseudosericeus R. Arai, S. R. Jeon & Ueda, 2001
- Rhodeus rheinardti (Tirant, 1883)
- Rhodeus sciosemus (D. S. Jordan & W. F. Thompson, 1914)
- Rhodeus sericeus (Pallas, 1776)
- Rhodeus shitaiensis F. Li & R. Arai, 2011
- Rhodeus sinensis Günther, 1868
- Rhodeus smithii (Regan, 1908)
- Rhodeus spinalis Ōshima, 1926
- Rhodeus suigensis (T. Mori, 1935)
- Rhodeus syriacus Lortet, 1883
- Rhodeus uyekii (T. Mori, 1935)

- Datos: Q345772
- Multimedia: Rhodeus / Q345772
- Especies: Rhodeus